# Grot
Grot je neaktivna vulkanska planina. Nalazi se blizu Vranja (Južna Srbija). Njena nadmorska visina iznosi 1327 metara.

## Galerija
- Staza prema najvišoj koti.
- Najviša kota Grota.
- Staza prema najvišoj koti.
- Igra svetlosti i senki u šumi Grota.
- Igra svetlosti i senki u šumi Grota.
- Igra svetlosti i senki u šumi Grota.
- Cvet Mrazovca snimljen u podnožju Grota, septembar 2021.
- Grot viđen iz njegovog podnožja.
- Grot i Oblik (iza njega).